# ボーイスカウトフィジー連盟
ボーイスカウトフィジー連盟（Fiji Scouts Association）は、1914年に設立されたフィジーのボーイスカウト組織で、1971年には正式に世界スカウト機構に加盟している。加盟者数は3,709名（2008年現在）
。
スカウトは、政府の援助のもとに自然環境保護や災害援助などの地域奉仕活動に参加している。ハリケーンの被害に見舞われた際、スカウト達は援助物資を配給した。

## 注
1. ↑  “Triennial Report 2005-2008”.   世界スカウト機構. 2008年9月9日時点のオリジナルよりアーカイブ。2008年7月13日閲覧。